# Costuleni (Iași)
Costuleni è un comune della Romania di 4 871 abitanti, ubicato nel distretto di Iași, nella regione storica della Moldavia.
Il comune è formato dall'unione di 4 villaggi: Costuleni, Covasna, Cozia, Hilița.